# Шук, Вальтер
Ва́льтер Шук (нем. Walter Schuck; 20 июля 1920, Франкенхольц, Саар — 27 марта 2015, Оттерндорф) — немецкий лётчик-ас Второй мировой войны. Прослужил в Люфтваффе с 1937 года до самого окончания войны — 8 мая 1945. Летал в составе JG 5 на Полярном фронте и JG 7, участвуя в операциях по защите Рейха от налётов бомбардировщиков Союзников. На счету Шука 206 сбитых самолета противника (включая 8 побед на реактивном Me-262), одержанных им в более чем 500 боевых вылетах. Награждён Рыцарским крестом с Дубовыми Листьями.

## Ранние годы
Отец Шука был шахтёром, прошёл Первую мировую войну, пережив ужасы которой, в период взросления сына всегда ему советовал любыми способами избежать службы в пехоте вермахта. Следствием этого влияния, а также отсутствия других мест трудоустройства, 3 ноября 1937 года Вальтер Шук, в возрасте 17 лет, добровольно поступил на службу в Люфтваффе.

## Вторая мировая война

### Полярный фронт
Осенью 1940 года после завершения летной подготовки унтер-офицер Шук направлен в JG 3. С апреля 1941 года служил в учебно-боевой 1-й эскадрилии JG 3, на основе которой в январе 1942 года была сформирована 7./JG 5. Свою первую воздушную победу одержал 15 мая 1942 года. Летая на Полярном фронте к апрелю 1943 года Вальтер имел на своем счету 54 сбитых самолета ВВС СССР. Через год, в апреле 1944 года, немецкий ас был награждён Рыцарским крестом Железного креста. На этот момент в активе Шука было 84 воздушных победы.
15 июня 1944 года Вальтер одержал свою сотую победу, всего же за этот день он отправил к земле 6 самолетов противника.
2 дня спустя Шук добился впечатляющего результата — за сутки он сбил сразу 12 самолетов. Большего количества побед, одержанных в течение одних суток, не имел ни один пилот JG 5.
В августе аса назначают командиром 10-й эскадрилии JG 5. Это продвижение по службе не далось Вальтеру легко — дисциплина в эскадрилии ухудшилась настолько, что командир JG 5 Генрих Эрлер был вынужден серьёзно поговорить с Шуком, после чего военная дисциплина в части вернулась в подобающее русло.
Через несколько дней после заявления о своей 171-й воздушной победе, Шук был ранен осколками стекла, которые серьёзно повредили его лицо. Один из осколков рассек щеку Вальтера, проник в челюсть и застрял в одном из зубов аса. Рана была настолько серьёзной, что для удаления стекла необходимо было делать сразу несколько операций — Шуку пришлось лечь в госпиталь. Уже после того как ас оправился от операций, пришло уведомление о награждении Вальтера Дубовыми Листьями к Рыцарскому кресту
Всего на Восточном фронте Вальтер Шук одержал 198 воздушных побед.

### Me-262
В марте 1945 года обер-лейтенанта Шука переводят в JG 7, по личной просьбе командира этой эскадры Теодора Вайссенбергера. Подразделение летало на реактивных истребителях Me-262, используемых для борьбы с британскими скоростными истребителями Mosquito. Первый полёт на Me-262 он совершил 20 марта, а уже 24-го числа произошёл дебютный бой Шука на этом истребителе.
После гибели командира 3-й эскадрилии Ханса Вальдманна, Теодор Вайссенбергер 26 марта назначил Вальтера Шука на эту должность.
В конце апреля 1945 Me-262 Шука в ходе боевого вылета был сбит американскими истребителями, и он был вынужден покинуть его с парашютом.

## Награды
- Знак «За ранение» (чёрный)
- Орден Креста Свободы
- Железный крест (1939)
  - 2-й степени (19 мая 1942)
  - 1-й степени (14 июня 1942)
- Почетный кубок люфтваффе (23 марта 1943)— после 28-й воздушной победы
- Знак Истребитель в золоте с подвеской «500» (боевых вылетов) (26 января 1943) — фельдфебель
- Немецкий крест в золоте (24 июня 1943) — фельдфебель
- Рыцарский крест с Дубовыми Листьями
  - Рыцарский крест (8 апреля 1944) — обер-фельдфебель, пилот 7-й эскадрильи JG 5
  - Дубовые Листья (№ 616) (30 сентября 1944) — лейтенант, пилот 9-й эскадрильи JG 5